# Saint-Samson-sur-Rance
Saint-Samson-sur-Rance (tiếng Breton: Sant-Samzun) là một xã của tỉnh Côtes-d’Armor, thuộc vùng Bretagne, tây bắc Pháp.

## Dân số
Người dân ở Saint-Samson-sur-Rance được gọi là Samsonnais.